# Мнимая величина (книга)
«Мни́мая величина́» (пол. Wielkość urojona) — книга Станислава Лема. Впервые издана польским издательством «Wydawnictwa Czytelnik» в 1973 году. Состоит из предисловий к вымышленным книгам и рекламного проспекта к вымышленной же «Экстелопедии Вестранда». Продолжает серию «литературных мистификаций», начатую Лемом в книге «Абсолютная пустота» (1971), представляющей собой сборник рецензий на несуществующие фантастические произведения.

## Содержание
В книгу входят следующие тексты:
- Предисловие.
- Цезарь Стшибиш. Некробии. (Cezary Strzybisz. Nekrobie.)

Предисловие к фотоальбому, содержащему изображения порнографических сюжетов, снятых с использованием рентгеновских лучей вместо видимого света.
- Реджинальд Гулливер. Эрунтика. (Reginald Gulliver. Eruntyka.)

Предисловие к научному труду, описывающему серию экспериментов над штаммами бактерий. Автор исследования путём искусственного отбора обучил бактерий коду Морзе и исследовал генерируемые ими тексты. В частности, он выяснил, что некоторые из полученных им штаммов обладают способностью предсказывать будущее.
- История бит-литературы в пяти томах. (Historia literatury bitycznej w pięciu tomach.)

Предисловие к труду по истории литературы, написанной компьютерами.
- Экстелопедия Вестранда в 44-х Магнитомах. (Ekstelopedia Vestranda w 44 Magnetomach.)

Рекламный проспект к энциклопедии нового типа, содержащей статьи о будущих событиях.
- Вестранда Экстелопедия. Пробный лист. (Vestranda Ekstelopedia. Arkusz próbny.)
- Голем XIV. (Golem XIV.)

Предисловие к сборнику стенограмм бесед людей с суперкомпьютером Голем-XIV, обладающим искусственным интеллектом, а также лекции Голема-XIV «О человеке трояко» и «О себе».